# کنسال (داکوتای شمالی)
کنسال(به انگلیسی: Kensal) شهری در ایالت داکوتای شمالی کشور ایالات متحده آمریکا است که جمعیت آن در سرشماری سال ۲۰۱۰ میلادی، ۱۶۳ نفر بوده‌است.